# Zoey's Extraordinary Playlist
Zoey's Extraordinary Playlist és una sèrie de televisió estatunidenca creada per Austin Winsberg, estrenada el 7 de gener de 2020 a la cadena NBC, protagonitzada per Jane Levy. En el repartiment principal també hi ha Skylar Astin, Alex Newell, John Clarence Stewart, Peter Gallagher, Mary Steenburgen i Lauren Graham. El juny de 2020 es va confirmar la renovació per una segona temporada.

## Sinopsi
Zoey és una programadora que treballa en una startup de San Francisco. Un dia va a l'hospital a fer-se una revisió; mentre li estan fent una ressonància magnètica, de sobte hi ha un terratrèmol. Després d'aquesta estranya experiència, descobreix que té la capacitat d'escoltar els pensaments dels qui l'envolten en forma de cançons conegudes. Cada episodi inclou diversos números musicals i coreografies que desenvolupen la trama.

## Repartiment

### Personatges principals
- Jane Levy: Zoey Clarke
- Skylar Astin: Max
- Alex Newell: Mo
- John Clarence Stewart: Simon
- Lauren Graham: Joan, cap de Zoey
- Mary Steenburgen: Maggie Clarke, mare de la Zoey
- Peter Gallagher: Mitch Clarke, pare de Zoey

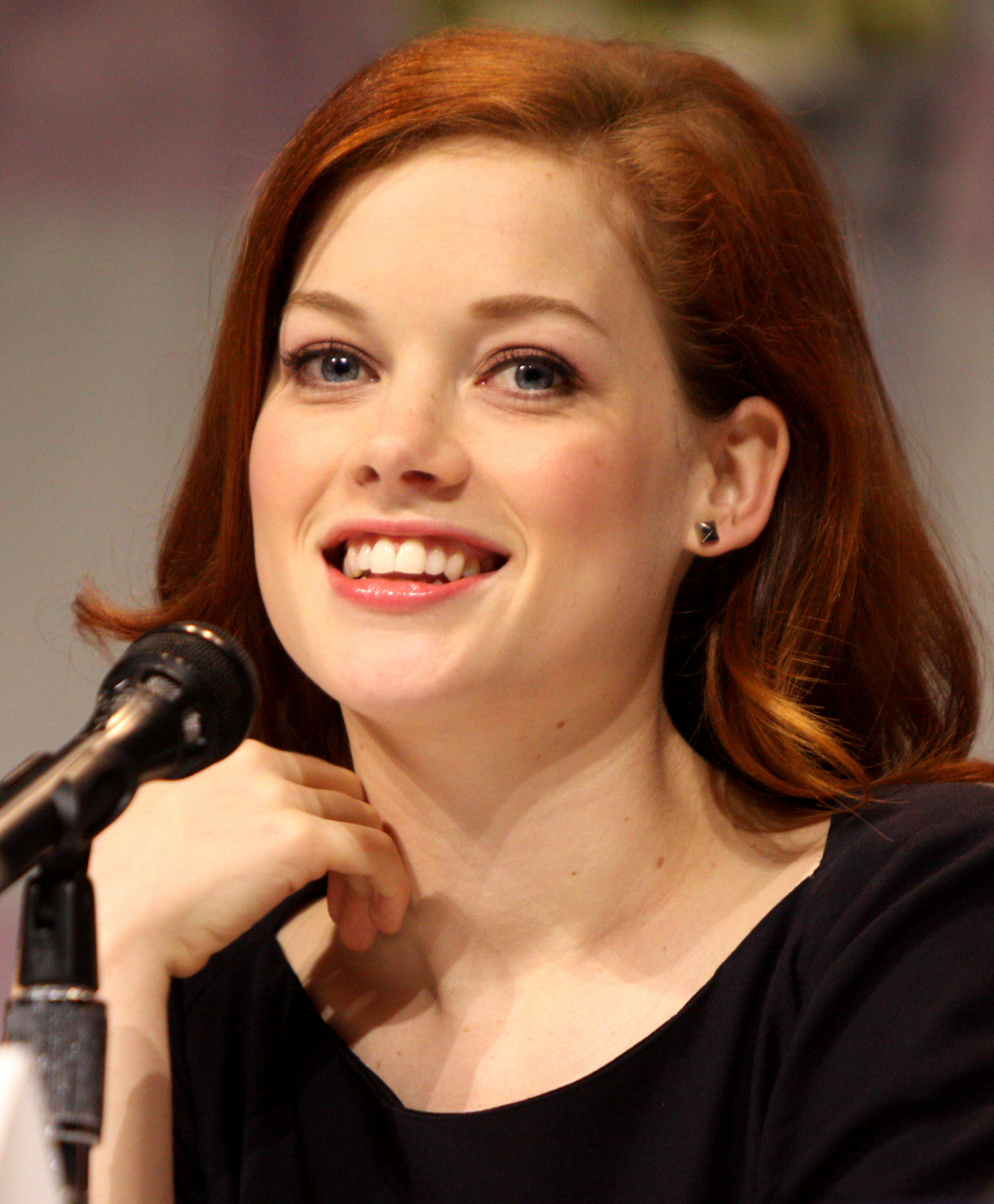
Jane Levy
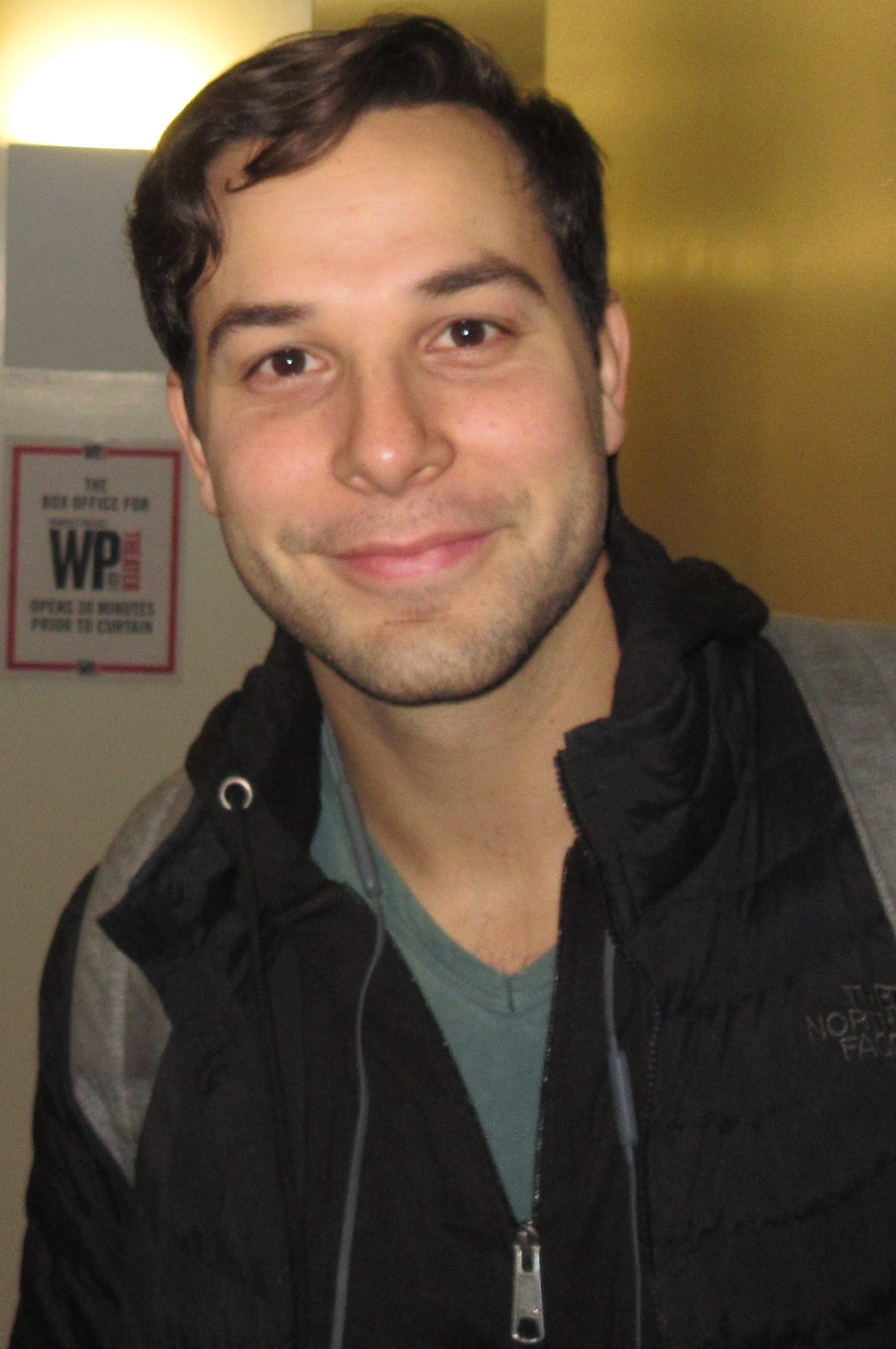
Skylar Astin
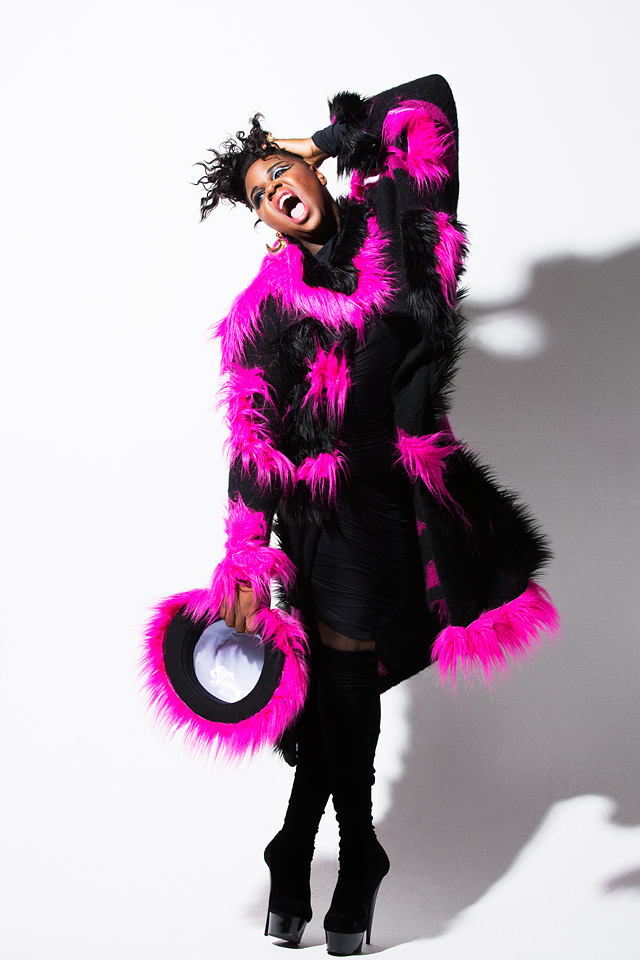
Alex Newell
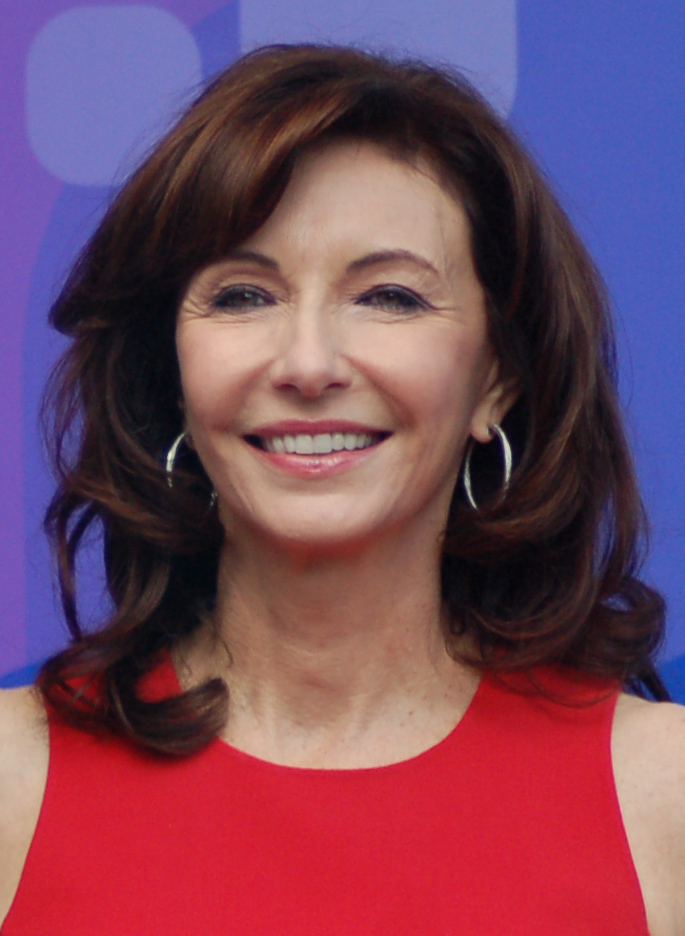
Mary Steenburgen
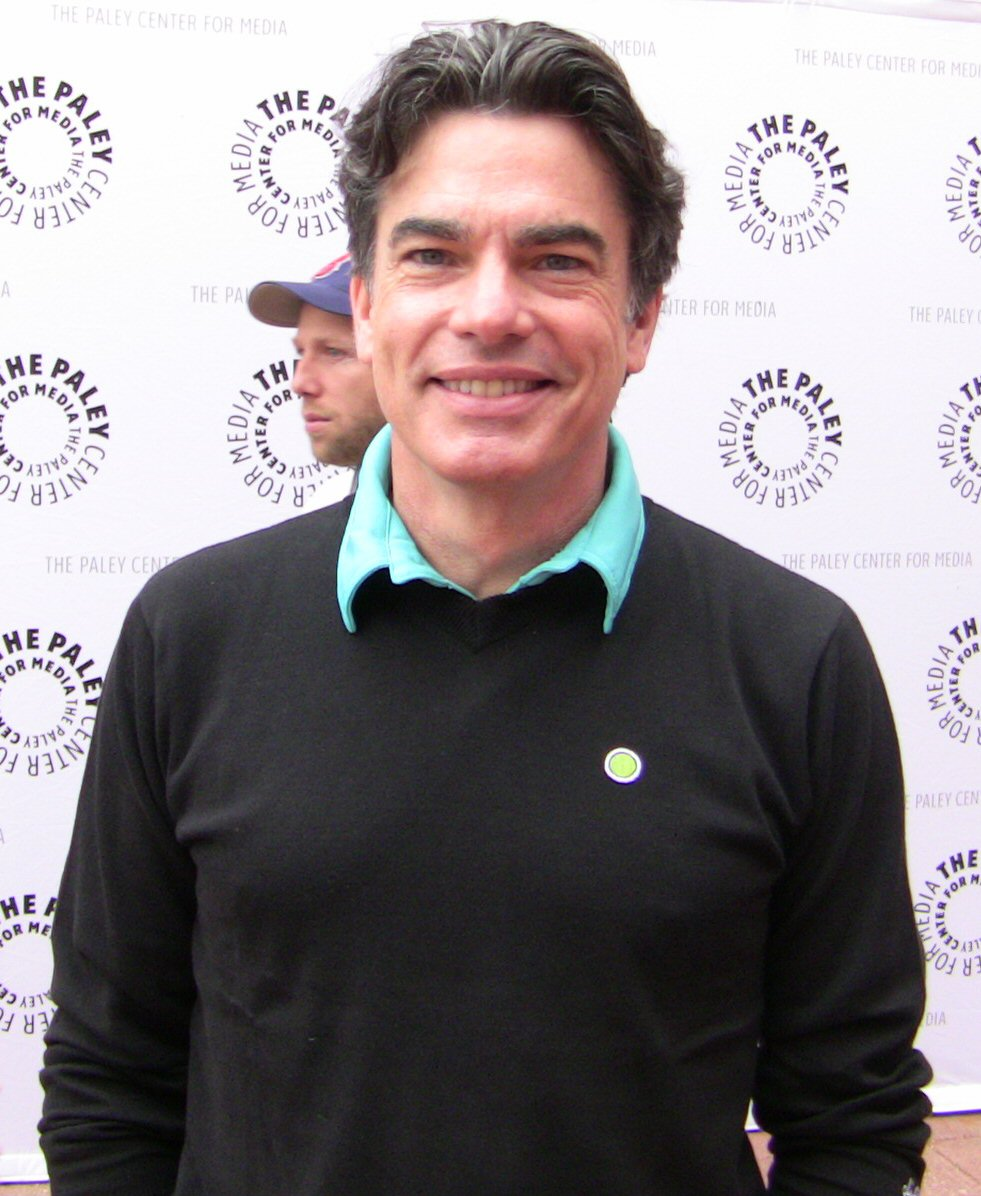
Peter Gallagher
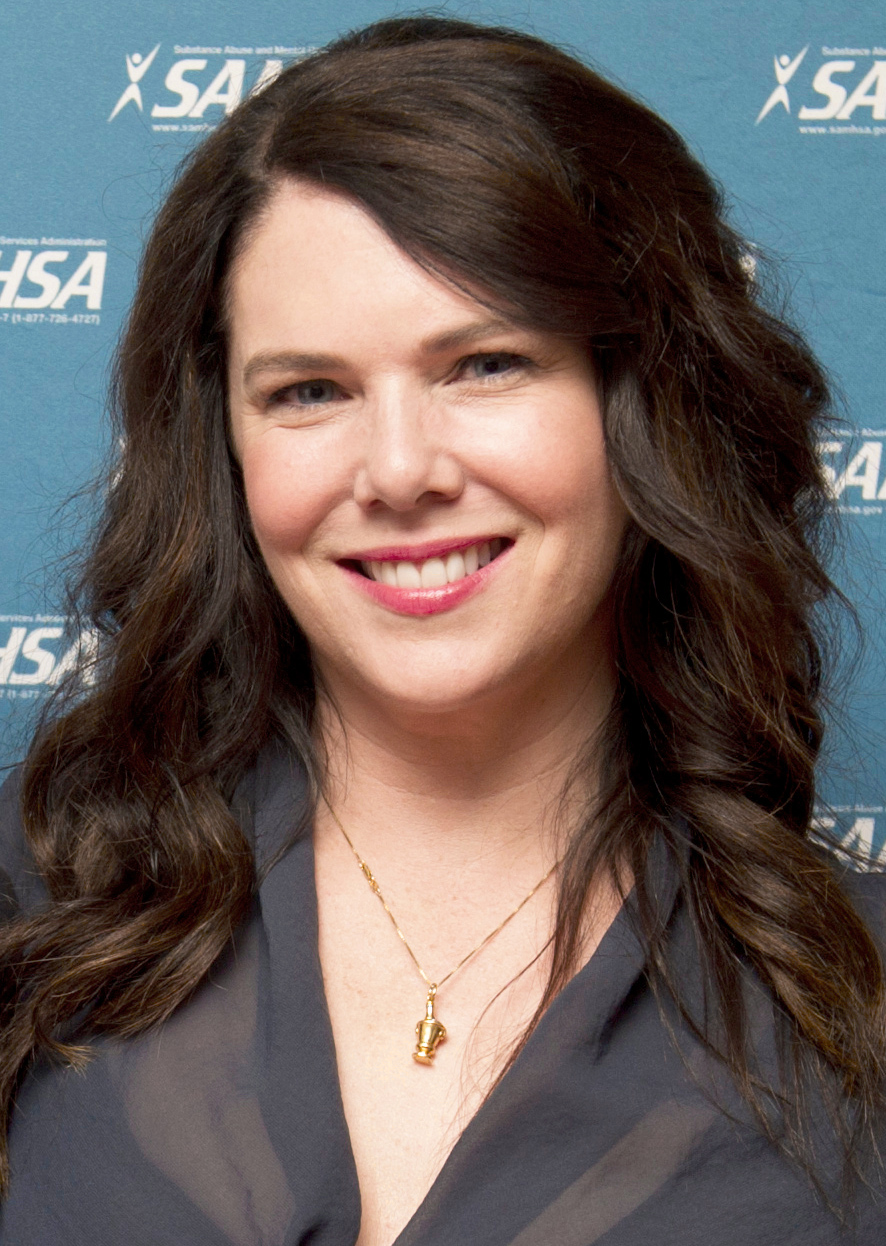
Lauren Graham

### Personatges secundaris
- Michael Thomas Grant: Leif
- Kapil Talwalkar: Tobin
- Andrew Leeds: David Clarke, germà de la Zoey
- Alice Lee: Emily, cunyada de la Zoey
- Stephanie Styles: Autumn
- India de Beaufort: Jessica
- Zak Orth: Howie
- Patrick Ortiz: Eddie
- Renée Elise Goldsberry: Ava Price
- Hiro Kanagawa: Dr Hamara
- Noah Weisberg: Danny

## Capítols
La primera temporada de la sèrie emesa el 2020 consta de 12 episodis de 40 minuts.

### Primera temporada (2020)
1. Pilot
2. Zoey's Extraordinary Best Friend
3. Zoey's Extraordinary Boss
4. Zoey's Extraordinary Neighbor
5. Zoey's Extraordinary Failure
6. Zoey's Extraordinary Night Out
7. Zoey's Extraordinary Confession
8. Zoey's Extraordinary Glitch
9. Zoey's Extraordinary Silence
10. Zoey's Extraordinary Outburst
11. Zoey's Extraordinary Mother
12. Zoey's Extraordinary Dad

## Al voltant de la sèrie
Inspirat en l'experiència de la vida real de la mateixa família del creador Austin Winsberg, aquesta sèrie bascula entre la comèdia i el drama amb situacions dures i emotives, com el tractament de l'evolució la malaltia degenerativa que pateix el pare de la Zoey, combinada amb les escenes musicals.

### Crítiques
A l'agregador Rotten Tomatoes, la sèrie obté un 76% d'aprovació global per part dels crítics, basat en 33 valoracions i un 88% pel que fa a l'audiència i en destaca el treball de "la sempre encantadora" Jane Levy. Segons la valoració de Pere Solà Gimferrer a La Vanguardia, "és una sèrie plena de bones intencions amb un objectiu clar: convertir-se en un lloc feliç on refugiar a l'espectador." Sobre els números musicals, per Matthew Gilbert de Boston Globe, "són prou bons, però no són intèrprets musicals de primer ordre, i això suposa un gran avantatge. Les imperfeccions eviten que els espectadors s'hagin de sotmetre als segments musicals excessius i ajuda a donar a la sèrie la intimitat que requereix perquè la història funcioni."

### Nominacions i Premis
Guanyadora del Premi Emmy Primetime 2020 a la coreografia destacada per programació amb guió, per les rutines "All I Do Is Win", "I've Got the Music in me" (ambdues de l'episodi 1 de la primera temporada), "Crazy" (episodi 8 de la primera temporada), per la coreògrafa Mandy Moore.